# Filmserie
Een filmserie of filmreeks is een serie films die bestaan uit het eerste deel en vervolgfilms.
Het grote verschil met een televisieserie is dat bij een televisieserie een van tevoren gepland aantal afleveringen vaststaat voor een heel seizoen, dat bijvoorbeeld elke dag of iedere week wordt uitgezonden. Bij een filmserie staat dat niet altijd vast. Filmreeksen ontstaan vaak uit commerciële overwegingen om voort te borduren op een succesvolle eerste film. De naamsbekendheid onder het publiek is immers al groot, en het concept van de eerste film is succesvol gebleken.

## Voorbeelden
Marvel Cinematic Universe is commercieel de meest succesvolle filmserie, gevolgd door Harry Potter en James Bond-series. Andere bekende filmseries zijn:
- American Pie
- Back to the Future
- Child's Play
- The Exorcist
- Final Destination
- Flodder
- Herbie
- Home Alone
- Jaws
- Jurassic Park
- Lethal Weapon
- Pirates of the Caribbean
- Police Academy
- Rambo
- Rocky
- Saw
- Sharknado
- Spider-Man
- Superman
- Star Wars
- The Hunger Games
- The Lord of the Rings en The Hobbit
- The Maze Runner
- The Silence of the Lambs
- The Terminator
- The Texas Chainsaw Massacre
- Tremors
- X-Men

## Gecombineerde filmreeksen
- A Nightmare on Elm Street en Friday the 13th zijn gecombineerd in de film Freddy vs. Jason.
- Predator en Alien zijn gecombineerd in de film Alien vs. Predator en het vervolg Aliens vs. Predator: Requiem.
- King Kong en Godzilla zijn gecombineerd in de film King Kong vs. Godzilla.

## Sinterklaas filmseries
In Nederland bestaat sinds 2012 rond Sinterklaas een filmserie van De Club van Sinterklaas. Deze filmserie is een voortzetting van de gelijknamige tv-serie die van 1999 tot 2009 werd uitgezonden. Elk jaar verschijnt in november rond Sinterklaastijd een nieuw deel van deze filmserie in de bioscopen. Daarnaast is er sinds 2019 een nieuwe Sinterklaas-filmserie onder de naam De Grote Sinterklaasfilm die tevens jaarlijks een Sinterklaasfilm uitbrengt.

## Benamingen
- 2 films: duologie
- 3 films: trilogie
- 4 films: tetralogie of quadrilogie
- 5 films: cingologie
- 6 films: hexalogie
- 7 films: heptalogie
- 8 films: octologie
- 9 films: nonalogie
- 10 films: decalogie

duologie · trilogie · tetralogie of quadrilogie · pentalogie of cingologie · hexalogie · heptalogie · octologie · nonalogie · decalogie